# Бишкин
Бишкин, Бишкін — річка у Первомайському та Зміївському районах Харківської області. Права притока Сіверського Донця.

## Опис
Довжина 13  км, похил річки — 6,0 м/км. Формується з багатьох безіменних струмків та водойм. Площа басейну 95,1 км².

## Розташування
Бишкин бере початок на південно-східній околиці села Верхній Бишкин. Тече переважно на північний схід в межах Верхнього Бишкина та Нижнього Бишкина. На південно-західній околиці села Черкаський Бишкин впадає у річку Сіверський Донець, праву притоку Дону.

## Притоки
- Мочаки - права притока, впадає на північному сході від села Верхній Бишкин.[1][2]
  - Без'язична — балка, права притока Мочаків[3]
  - Друга — балка, ліва притока Мочаків[4]
  - Западна — балка, права притока Мочаків[5]
  - Овсяникова — балка, права притока Мочаків[6]
    - Олядьєва — балка, права притока Овсянникової[7]

  - Перша — балка, ліва притока Мочаків[8]
  - Роганик — балка, ліва притока Мочаків[9]
  - Цибиха — балка, права притока Мочаків[10]